# Earinus transversus
Earinus transversus är en stekelart som beskrevs av Lyle 1920. Earinus transversus ingår i släktet Earinus och familjen bracksteklar. Inga underarter finns listade i Catalogue of Life.